# Albert Dargent
 (mars 2016).
Si vous disposez d'ouvrages ou d'articles de référence ou si vous connaissez des sites web de qualité traitant du thème abordé ici, merci de compléter l'article en donnant les références utiles à sa vérifiabilité et en les liant à la section « Notes et références ».
Pour les articles homonymes, voir Dargent.
Albert Dargent, né à Flémalle-Haute le 19 décembre 1899, est un homme politique belge, figure du rexisme à Liège.

## Formation
Il fait des études d'humanités modernes au collège Saint-Servais à Liège, puis il entre au service de la comptabilité des usines Cockerill. Séduit par la carrière coloniale, Dargent embarque pour le Congo belge en 1926 où il est comptable pour une firme de Léopoldville. Il devient ensuite directeur d'une société française à Brazzaville, puis il est nommé, en 1929, administrateur de la Tracoma. Dargent fonde ensuite sa propre entreprise de plantations de caféiers et d'huile de palme en Afrique-Équatoriale française. En 1939, il revient en Europe. Dargent est marié et a un enfant. Outre le français, il parle l'allemand et le flamand.

## Carrière politique
Aux élections du 16 octobre 1938, Albert Dargent, rexiste, est élu conseiller communal à Flémalle-Grande. Ensuite, il est nommé bourgmestre de Flémalle-Grande en septembre 1941.

### Bourgmestre de Liège
Le lundi 9 novembre 1942 à 9 heures du matin, sont réunis à l'Hôtel de ville Gérard Willems, Albert Dargent, Maurice Bomans, Joseph Boutier, Henri Chevalier, Jules Dengis, Yvon Falise, Charles Fréson, Fernand Jouant, Gaston Reuleaux et Marcel Waroux. Ils sont désignés par un arrêté du 6 novembre 1942 du Secrétaire général du ministère de l'Intérieur et de la Santé publique pour exercer les fonctions de bourgmestre et d'échevins du Grand Liège. Gérard Willems, avocat près la Cour d'Appel de Liège, prête serment en qualité de bourgmestre entre les mains du gouverneur ad interim de la Province(Georges Petit). Le nouveau bourgmestre éphémère (bourgmestre en titre du 13 novembre 1942 au 9 mars 1943, mais en fonction du 13 novembre 1942 au 18 novembre 1942) a donc les qualités pour pouvoir recevoir le serment des personnes précitées qui seront installées dans leur fonction d'échevin. Albert Dargent devient le premier échevin du Grand Liège. Le serment prononcé est celui exigé par la loi du 1er juillet 1860 à savoir : « Je jure fidélité au Roi, obéissance à la Constitution et aux lois du peuple belge. » Quelques jours plus tard, le 20 novembre 1942, Gérard Willems déclare donner à Dargent, premier échevin, la qualité pour assumer les fonctions de bourgmestre pendant son absence pour cause de maladie.
Finalement, Willems démissionne et Dargent est désigné le 5 mars 1943 par le Secrétaire général Gérard Romsée  pour remplir les fonctions de bourgmestre. Willems se retire dans une institution psychiatrique pour soigner ses nerfs ébranlés par le meurtre du bourgmestre rexiste de Charleroi, Prosper Teughels, le 19 novembre 1942. Par ailleurs, il avait reçu quelques jours plus tôt un bouquet de fleurs contenant un chat mort en guise de félicitation pour ses nouvelles fonctions. 
En septembre 1944, Dargent  fuit Liège avec une colonne rexiste et gagne Hanovre où il reste jusqu'au 30 avril 1945, date à laquelle il est arrêté par les Américains.
Prévenu de dénonciations et de collaboration, il sera condamné à mort et exécuté le 8 février 1946[réf. nécessaire].